# Kristina Djarling
Kristina Djarling (født 1976 eller 1977) er en dansk sanger, der fra 2012 har markeret sig med kritik af popsangere som Lady Gaga, Madonna, Kesha og Beyoncé, som hun kritiserer for at være satanister og kontrolleret af Illuminati. Sideløbende har Djarling selv udgivet en række popsange med kristent indhold.
Djarling bor i Bandholm med sin mand og sine børn. Hun er desuden niece til Ruth Evensen og var aktiv i Faderhuset, før det nedlagde sig selv ved udgangen af 2013.